# 里伊圣西尔
里伊圣西尔（法語：Rilly-Sainte-Syre）是法国奥布省的一个市镇，位于该省中部偏西北，属于塞纳河畔诺让区。该市镇的总面积为14.16平方公里，2009年时的人口为233人。

## 人口
里伊圣西尔人口变化图示
| 数据来源：INSEE |